# КЛТ-40
КЛТ-40 — серия советских и российских судовых водо-водяных ядерных реакторов, разработанных в ОКБМ имени И. И. Африкантова. Изготавливались на Нижегородском машиностроительном заводе.
До КЛТ-40 на суда устанавливались реакторы типа ОК-900А. К 2010-м годам разработан новый транспортный реактор РИТМ-200.
Устанавливался на:
- лихтеровозе «Севморпуть». Версия КЛТ-40.
- ледоколах проекта 10580 «Таймыр» и «Вайгач». Версия КЛТ-40М.
- плавучей атомной теплоэлектростанции «Академик Ломоносов». Версия 2xКЛТ-40C[1].

## КЛТ-40
В середине 70-х ЦКБ «Балтсудопроект» было поручено разработать проект ледокольно-транспортного судна с атомной установкой для перевозки лихтеров. Предназначался для плавания во всех широтах, с заходом в иностранные порты, в связи с чем должен был соответствовать требованиям Кодекса по безопасности ядерных торговых судов Международной морской организации.
Реактор проектировался в ОКБМ. В качестве основы был взят ОК-900. Всё основное реакторное оборудование было унифицировано с ОК-900 и ОК-900А — благодаря длительной безаварийности этих реакторов было решено ограничиться однореакторной установкой.
Торжественная закладка первой секции лихтеровоза прошла в ноябре 1984 года в доке судостроительного завода «Залив» им. Бутомы в Керчи.
20 февраля 1986 года произошёл спуск на воду, где продолжилась его достройка.
26 октября 1988 года реактор КЛТ‑40 был выведен на критичность. Мощность энергоустановки составляла 40 тыс. л. с., судно было способно идти во льдах толщиной до 1 м.
31 декабря 1988 года атомный лихтеровоз-контейнеровоз «Севморпуть» вступил в строй.
В реакторе используется уран, обогащённый до 40 %.

## КЛТ-40М
В связи с тем, что дизельные ледоколы в устье Енисея работали на пределе технических возможностей, был принято решение о постройке атомных ледоколов проекта 10580 для проводки судов в устьях рек, имеющих ограниченную осадку.
Корпуса ледоколов «Таймыр» и «Вайгач» были построены финской компанией Wärtsilä Marine. Ядерные установки на них монтировались на Балтийском заводе им. Орджоникидзе. На них устанавливался один реактор КЛТ‑40М мощностью 50 тыс. л. с., соответственно они способны идти во льдах толщиной 2 м.
«Таймыр» и «Вайгач» были приняты в эксплуатацию в составе флота Мурманского морского пароходства 30 июня 1989 и 25 июля 1990 года соответственно.
В 2017 году специалисты «Атомфлота» и ОКБМ им. Африкантова провели модернизацию их установок с продлением ресурса до 200 тыс. часов.

## КЛТ-40С
18 мая 2009 года на Балтийском заводе началась стапельная сборка плавучей атомной теплоэлектростанции «Академик Ломоносов» проекта 20870.
В её составе два реактора КЛТ-40С суммарной электрической мощности 70 МВт, и 50 Гкал/ч тепловой энергии. Межремонтный период эксплуатации — 12 лет, назначенный срок службы — 40 лет.
При создании КЛТ-40С кассетная активная зона была доработана для решения вопроса нераспространения ядерных материалов и технологий — для работы достаточно урана, обогащённого до 20 %.
14 сентября 2019 года станция была в Певеке, а 19 декабря 2019 года в 11:00 по московскому времени выдала электроэнергию в сеть.
Опыт создания КЛТ-40С был использован при разработке следующего поколения корабельных атомных ректоров РИТМ-200. В частности приводы СУЗ РУ РИТМ-200 созданы на базе его приводов.